# Matias Malmberg
Matias Gunnar Malmberg (født 31. august 2000 på Frederiksberg) er en dansk cykelrytter, der kører for Airtox-Carl Ras. Hans foretrukne disciplin er banecykling.
I 2019 debuterede han ved de professionelles udgave af Københavns seksdagesløb. Sammen med makker Yoeri Havik sluttede han på 3-pladsen. Det var efter at Malmberg tidligere i løbet havde haft tre makkere i løbet, der af forskellige årsager udgik undervejs.
Efter at Malmberg i 2022-sæsonen kørte for det danske kontinentalhold ColoQuick Cycling, skiftede han året efter til det tyske kontinentalhold Maloja Pushbikers.

## Privat
Han er søn af tidligere banerytter og VM- og OL-deltager Hanne Malmberg, og faren Kim Gunnar Svendsen er også tidligere OL-deltager, og to gange været en del af par nummer syv ved Københavns seksdagesløb.